# Jean l'Ancien
Jean (en grec ancien : Ιωάννης (Ioánnis), en latin : Ioannes) est un officier byzantin du vie siècle, actif sous le règne de l'empereur Justinien (527-565).

## Biographie
Jean est actif dans la préfecture du prétoire d'Afrique en tant que commandant subordonné au maître des soldats Jean Troglita. On ignore quelle position il occupe dans la province. Il occupe peut être un rang parmi les maîtres des soldats et des tribuns, peut-être un homme spectaculaire, comme le suggèrent les auteurs de Prosopography of the Later Roman Empire. Dans l'œuvre Jean du poète épique Corippe, il est stylisé en duc (dux et duce).
Ses origines et sa naissance sont incertaines. Quand il est mentionné dans le contexte des guerres entre les Byzantins et certains tribus berbères dans les années 540, il est décrit par Corippe comme un homme âgé mais toujours vigoureux. Il apparaît pour la première fois à l'hiver 546/547, lorsqu'il participe à la bataille au cours de laquelle les Byzantins battent de manière décisive le chef berbère Antalas. Pendant l'affrontement, il dirige des troupes dans l'aile gauche à côté de Fronimuth. À l'été 547, il participe à la désastreuse bataille de Marta, où il dirige des troupes à l'aile droite avec Fronimuth et le chef berbère pro-byzantin, Cusina. Pendant la débâcle des troupes byzantines, il se noie dans des sables mouvants. Sa veuve a déploré sa mort à Carthage.

## Référencement